# Haemaphysalis semermis
Haemaphysalis semermis este o specie de căpușe din genul Haemaphysalis, familia Ixodidae, descrisă de Neumann în anul 1901.
Este endemică în Thailand. Conform Catalogue of Life specia Haemaphysalis semermis nu are subspecii cunoscute.